# 다카노촌 (교토부 가사군)
다카노촌(일본어: 高野村)은 일본 교토부 가사군에 설치되었던 촌이다. 현재의 마이즈루시 남서부에 해당한다.

## 역사
- 1889년 4월 1일 - 정촌제 시행에 의해 4촌의 구역을 가지고 성립하였다.
- 1936년 8월 1일 - 마이즈루정에 편입, 동일 다카노촌은 폐지되었다.

## 교통

### 철도
철도성 미야즈선 (현 교토 탄고철도 미야마이선)이 지나가지만 역은 소재하지 않았다.

## 참고문헌
- 가도카와 일본 지명 대사전 26 京都府